# 앙드레 오나나
앙드레 오나나 오나나(프랑스어: André Onana Onana, 프랑스어 발음: [ɑ̃dʁe ɔnana], 1996년 4월 2일~)는 카메룬의 축구 선수로, 포지션은 골키퍼이다. 현재 프리미어리그의 맨체스터 유나이티드와 카메룬 국가대표팀에서 활동하고 있다. 대한민국에서는 이름 'André'를 로마자 그대로 읽은 안드레 오나나로도 알려져 있다.
오나나는 2010년 바르셀로나의 라 마시아에 입단했고, 2015년 바르셀로나를 떠나 아약스에 입단했다. 그는 아약스에서 214 경기에 출전해 에레디비시에서 3회 우승했다. 오나나는 2022년 7월, 자유 계약으로 인테르나치오날레에 입단했고 인테르나치오날레에서 코파 이탈리아, 수페르코파 이탈리아나 우승을, 2022-23 시즌 UEFA 챔피언스리그 결승전에 진출해 챔피언스리그 준우승을 달성했다. 2023년 7월, 그는 인테르나치오날레를 떠나 맨체스터 유나이티드로 이적했다.
오나나는 2016년 9월, 카메룬 국가대표팀에 데뷔한 이후 국제 무대에서 40경기에 출전했다. 그는 2022년 카메룬 국가대표팀의 감독 리고베르 송과의 충돌 이후 국가대표에서 은퇴했으나 2023년 국가대표에 복귀했다.

## 구단 경력

### 청소년 경력
음방코모에서 태어난 오나나는 2010년 14세의 나이에 사뮈엘 에토 아카데미에서 바르셀로나에 입단했다. 18세 미만의 나이에 비유럽연합 시민권자였기 때문에 오나나는 2012-13년 시즌에 쿠르넬랴의 유소년 팀으로 임대되었다가 다음 시즌에 비스타 알레그레의 1군 팀으로 다시 임대되어야 했다.

### 아약스

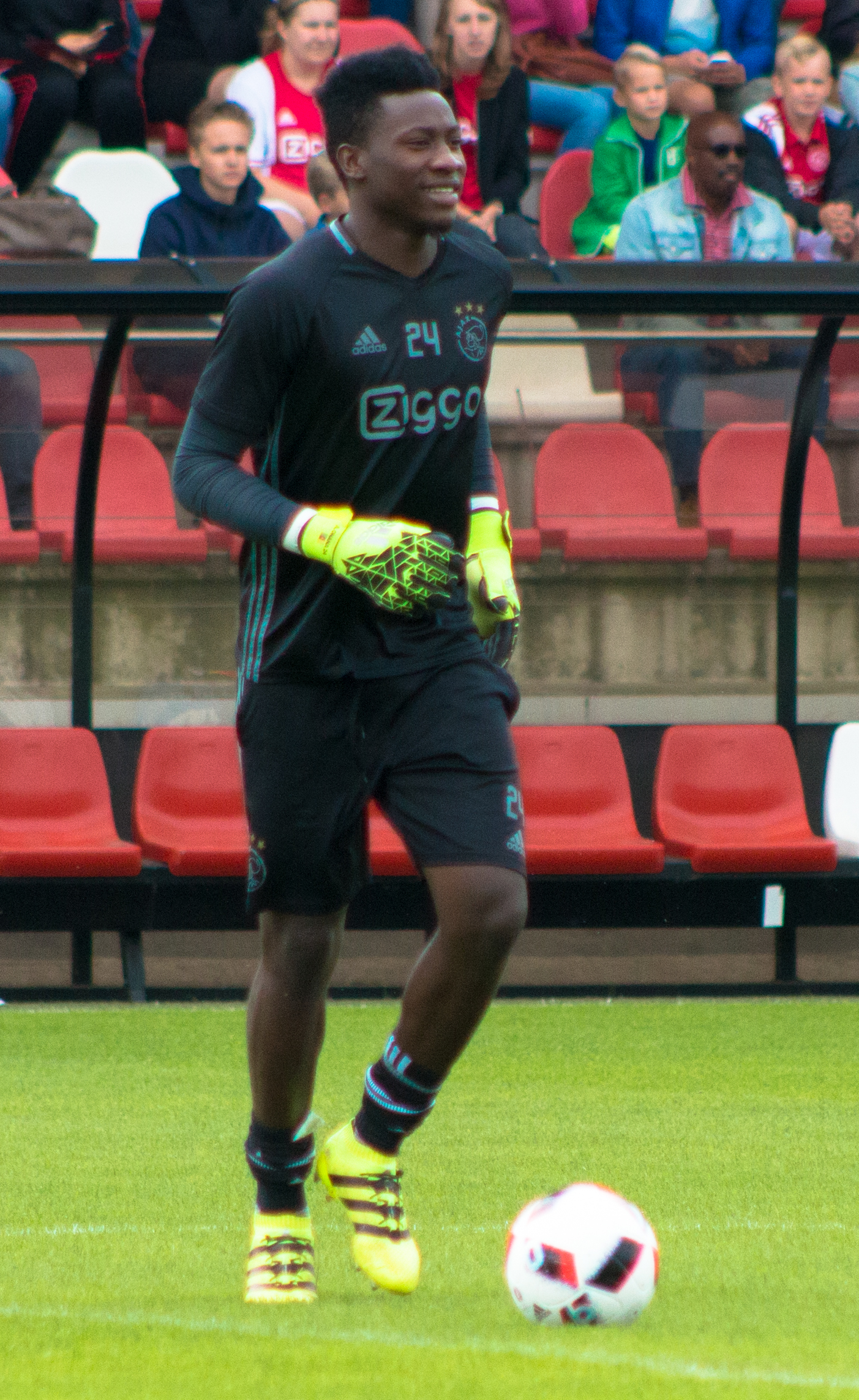
2016년 아약스 소속의 오나나

2015년 1월 초, 그가 2015년 7월에 네덜란드 클럽 아약스에 합류할 것이라고 발표되었다. 이적은 그 달 말로 앞당겨졌다. 그는 2015년 2월에 에이르스터 디비시의 용 아약스에서 데뷔했다. 그는 2017년 5월에 2021년까지 운영되는 아약스와 새로운 계약을 체결했다. 2019년 3월에 그는 2022년 6월까지 추가적인 새로운 계약을 체결했다. 2019년 11월에 그는 잉글랜드 프리미어리그에서 뛰는 것에 관심이 있다고 말했다.
2021년 2월, 오나나는 금지 약물인 푸로세미드 양성 반응을 보인 후 UEFA로부터 12개월 동안 경기에 출전할 수 없도록 금지되었다. 오나나는 실수로 아내의 약을 먹었고 아약스는 그 결정에 대한 항소에 합류했다고 말했다. 금지는 6월 스포츠 중재 재판소에 의해 9개월로 단축되었다.
2022년 1월, 그는 이탈리아 클럽 인테르나치오날레로 이적했다. 2022년 5월, 그는 아약스를 떠난다고 발표했다. 오나나는 아약스에서 7년 반을 보냈고, 그의 기간 동안 모든 대회에 214번 출전했다.

### 인테르나치오날레 밀라노
2022년 7월 1일, FC 인테르나치오날레 밀라노는 오나나를 자유 계약으로 영입했고 그와 2027년까지 유효한 계약을 공식적으로 확정했다.
2023년 1월, 그는 라이벌 AC 밀란을 상대로 수페르코파 이탈리아나에서 우승했고,2023년 5월 ACF 피오렌티나에 승리하며 코파 이탈리아에서도 우승했다. 그는 인테르나치오날레를 2023 UEFA 챔피언스리그 결승전으로 이끄는 데 기여했고 2022-23 UEFA 챔피언스리그에서 준우승을 달성했다.

### 맨체스터 유나이티드
2023년 7월 20일, 맨체스터 유나이티드는 오나나가 인테르나치오날레에서 맨체스터 유나이티드로 이적했다고 발표했다. 오나나는 맨체스터 유나이티드와 2028년 6월 30일까지 유효한 5년 계약을 체결했고, 맨체스터 유나이티드는 이적료로 인테르나치오날레 밀라노에 4,380만 파운드(약 5075만 유로)를 지불했다. 이적 계약에는 오나나의 활약에 따라 인테르나치오날레 밀라노가 340만 파운드(약 395만 유로)를 추가로 받을 수 있는 조항이 포함되어 있다. 오나나는 아약스 시절 은사였던 에릭 텐 하흐와 재회했고 등번호로 24번을 받았다.
오나나는 2023년 7월 26일, 맨체스터 유나이티드가 레알 마드리드에게 2대 0으로 패배한 친선 경기에서 맨체스터 유나이티드 데뷔전을 가졌다. 그는 이 경기에서 풀타임을 소화했지만 2실점을 허용했다. 7월 31일, 맨체스터 유나이티드가 보루시아 도르트문트에게 3대 2로 패배한 친선 경기에서 오나나는 47분 도르트문트의 공격을 막은 후 해리 매과이어에게 경기 중 실수에 관해 분노에 찬 고함을 질렀다.
2023년 10월 24일, 그는 코펜하겐과의 챔피언스리그 경기에서 97분에 페널티킥을 막아내 1-0 승리를 이끌었고, 그 시즌에 팀의 첫 우승으로 이어졌다.
한 달 후, 오나나는 갈라타사라이와의 챔피언스리그 경기에서 3-3으로 비긴 것에 대해 심한 비난을 받았다. 그는 전 아약스 팀 동료였던 하킴 지예시의 프리킥으로 갈라타사라이의 첫 두 골에 직접적인 책임이 있었다. BBC는 "유나이티드의 좋은 성적을 저해하기 위해 공포 쇼를 제작한" 오나나에게 "고통의 밤"이라고 불렀고, 《맨체스터 이브닝 뉴스》는 그가 갈라타사라이의 첫 골을 "무심하게 양보했다"고 발표했고, 두 번째 골은 "재앙적으로 뒤죽박죽", 세 번째 골은 "너무 쉽게 얻어맞았다"고 발표했다. 그는 에릭 텐하흐 감독에 의해 지켜졌고, 그는 오나나의 통계가 그가 프리미어리그에서 두 번째로 최고의 골키퍼라는 것을 보여주었다고 생각했다.
그의 첫 시즌이 끝날 무렵, 그는 "기분이 좋아지는" 데 6개월이 걸렸다고 말했다. 시즌은 오나나가 결승전에서 맨체스터 시티를 꺾고 맨체스터 유나이티드와 FA컵에서 첫 우승 트로피를 거머쥐며 마무리되었다.
그의 두 번째 시즌인 2024년 12월까지 오나나는 다른 어떤 프리미어리그 골키퍼보다 더 많은 클린 시트를 유지했지만, 노팅엄 포리스트와 빅토리아 플젠을 상대로 몇 가지 실수를 했다는 비판을 받았다.
2025년 4월, 리옹과 맨체스터 유나이티드의 경기를 앞두고 전 맨체스터 유나이티드 선수이자 현 리옹 선수인 네마냐 마티치는 오나나를 "클럽 역사상 최악의 골키퍼 중 한 명"이라고 묘사했다. 오나나는 2-2 무승부에서 리옹의 두 골에 모두 책임이 있었지만, 후벵 아모링 감독의 선방에 막혔다. 하지만 아모링 감독은 다음 경기를 위해 오나나를 출전시키지 않았다.

## 국가대표팀 경력
오나나는 전 카메룬 청소년 국가대표이다. 그는 2016년 5월, 프랑스와의 친선 경기를 위해 카메룬 국가대표팀에 이름을 올렸다.
오나나는 2016년 9월, 가봉과의 친선 경기에서 카메룬 국가대표로 데뷔하여 2-1로 승리했다. 그는 부르키나파소와의 2021년 아프리카 네이션스컵 3위 경기에 출전했다. 2022년 11월 9일, 그는 카타르에서 열리는 2022년 FIFA 월드컵 최종 명단에 이름을 올렸다. 그는 스위스와의 1차전을 치렀고, 세르비아와의 2차전에서 탈락한 뒤 11월 28일, 감독 전술에 대한 논쟁과 관련된 징계 문제로 인해 리고베르 송 감독에 의해 대표팀에서 퇴출되었다. 대표팀을 떠난 후 그는 2022년 12월 23일에 국가대표 은퇴를 선언했다.
8개월이 조금 지난 2023년 8월 29일, 오나나는 리고베르 송에 의해 부룬디와의 2023년 아프리카 네이션스컵 예선 전을 치르는 카메룬 국가대표팀에 차출되었다. 그는 며칠 후인 9월 4일, 소셜 미디어에 올린 메시지를 통해 "조작, 거짓말, 권력 남용에 직면하여" "우리의 진정한 헌신을 받을 자격이 있는 국가를 자랑스럽게 대표하며 나의 원칙에 충실하기로 결정했다"라고 공식적으로 그의 국가대표 복귀를 선언했다. 전 축구 선수인 파트리크 수포는 오나나의 복귀가 국가대표팀에 여전히 문제가 없다는 것을 의미하지 않는다고 말했다.

## 플레이 스타일
오나나는 강력한 분배 기술을 가진 스위퍼 키퍼이다. 그는 빌드업 플레이를 돕기 위해 정기적으로 상자 밖으로 나오며 볼과 패스 범위에 대한 자신감으로 유명하다. 스위스를 상대로 한 카메룬의 2022년 FIFA 월드컵 첫 경기에서, 오나나는 1966년 기록이 시작된 이후 월드컵 경기에서 어떤 골키퍼보다 상자 밖(26개)의 볼 터치를 더 많이 했다. 그는 2022-23년 UEFA 챔피언스리그에 대한 기술 관찰자의 보고서에서 "때로는 미드필더를 잡고 있는" 것처럼 묘사되었다.
2023년 7월, 그는 "외야수의 기술을 가진 현대적인 키퍼"로 묘사되었다.

## 사생활
파브리스 온도아는 오나나의 사촌으로 포지션은 오나나와 마찬가지로 골키퍼이다. 그는 데포르티보 알라베스와 이스트라 1961 등에서 활동했으며 2017년 아프리카 네이션스컵에서 카메룬의 우승에 기여했다.
2019년 5월, 오나나는 흑인 골키퍼가 실수하기 쉽다는 오해 때문에 백인 골키퍼보다 더 열심히 일해야 한다고 말하며 흑인 골키퍼에 대해 목소리를 높였다.
2021년 도핑테스트에서 양성 반응이 확인되면서 UEFA로부터 1년 선수 자격 정지를 선고받았으나 아내의 약을 실수로 복용했다는 내용의 항소가 받아들여져 최종 징계는 9개월로 줄었다.
오나나는 멜라니 카마유와 결혼하여 슬하에 아들을 두고 있다.

## 수상 내역
아약스
- 네덜란드 에레디비시 : 2018-19, 2020-21, 2021-22
- KNVB컵 : 2018-19, 2020-21
- 요한 크라위프 스할 : 2019
- UEFA 유로파리그 : 준우승 (2016-17)[66]

 인테르나치오날레
- 코파 이탈리아 : 2022-23[67]
- 수페르코파 이탈리아나 : 2022[68]
- UEFA 챔피언스리그 준우승 : 2022-23[69]

 맨체스터 유나이티드
- FA컵 : 2023-24[70]

 카메룬 국가대표팀
- 아프리카 네이션스컵 3위 : 2021[47]

개인
- 카메룬 올해의 축구 선수 : 2018[71]
- 아프리카 최우수 골키퍼 : 2018[71]
- 에레디비시 올해의 팀 : 2018-19[72]
- CAF 올해의 팀 : 2019[73], 2023[74]
- IFFHS 올해의 아프리카 남자팀 : 2020[75]
- 프리미어리그 이달의 세이브 : 2024[76]